# Третий шимпанзе
Третий шимпанзе: эволюция и будущее человеческого животного (англ. The Third Chimpanzee) ― научно-популярная книга  американского эволюционного биолога, физиолога, биогеографа Джареда Даймонда..
Автор книги исследует вопрос о том, как Homo sapiens стал доминировать над своими ближайшими родственниками, такими как шимпанзе, и почему одна группа людей (евразийцы) стала доминировать над другими (например, коренные народы Америки). Отвечая на эти вопросы, автор применяет множество биологических и антропологических аргументов, чтобы отвергнуть традиционную гегемонию «расового превосходства», что доминирующие народы произошли от «превосходного» генетического фонда. Вместо этого автор утверждает, что те народы, которые пришли доминировать над другими, сделали это из-за преимуществ, обнаруженных в их местной среде, которая позволила им развить более крупные популяции, выработать более широкий иммунитет к болезням и передовые технологии для сельского хозяйства, мореплавания и войны.
«Третий шимпанзе» также исследует, как асимметрия брачного поведения самцов и самок разрешается через различные социальные структуры в разных культурах и как первый контакт между неравными цивилизациями почти всегда приводит к гибели менее развитой цивилизации. В конце книги отмечается, что технический прогресс может привести к деградации окружающей среды в масштабах, ведущих к ее исчезновению.

## Содержание
Несмотря на широкую основу, книге удается связать воедино последовательные аргументы, многие из которых на момент публикации были новыми. Заимствуя идеи из самых разных областей, от гуманитарных (история, лингвистика, антропология) до эволюционной биологии, «Третий шимпанзе» составляет портрет успеха человечества, а также его потенциальные опасности.
Книга разделена на пять частей. Первая часть посвящена сходству между людьми и шимпанзе.

### Ближайшие родственники ― шимпанзе (часть первая)
В названии книги говорится о том, насколько похожи шимпанзе и люди, поскольку их гены различаются всего на 1,6 %, в то время как шимпанзе и гориллы различаются на 2,3 % (стр. 19). Таким образом, ближайшими родственниками шимпанзе являются не другие обезьяны, к которым он относится, а человек (см. Homininae). Фактически, различие между шимпанзе и человеком меньше, чем на некоторых внутривидовых различиях: например, даже близкородственные птицы, такие как красноглазые и белоглазые виреоны, различаются на 2,9 %. Исходя из генетических различий, людей следует рассматривать как третий вид шимпанзе (после обычных шимпанзе и бонобо). Или, возможно, научное название шимпанзе должно быть Homo troglodytes, а не Pan troglodytes.

### Половой отбор (части вторая и третья)
Во второй части рассматривается половой диморфизм у млекопитающих, и особенно у людей, и механика полового отбора. Он учитывает то, что у разных видов самки более осторожны при выборе партнера, чем самцы (они вкладывают гораздо больше энергии в каждое потомство). Это во многом определяет человеческое поведение: то, как мы выбираем себе партнеров и как мы организуем общество и системы воспитания детей, что приводит к различным социальным структурам в таких культурах, как Папуа-Новая Гвинея, Керала и христианский Запад. Он также рассматривает вопросы долголетия ― предыдущее поколение умирает, потому что его биологические часы отключают метаболизм и восстановление клеток, чтобы перераспределить ресурсы от родительской особи к потомству.
Третья часть распространяет влияние полового отбора на язык, искусство, охоту и сельское хозяйство посредством сексуальных сигналов. Наконец, обсуждается возможность контакта с внеземным разумом. Даймонд полагает, что подобный контакт станет катастрофой для человечества.

### Завоевание мира (часть четвертая)
В четвертой части рассматривается экспансия европейцев на других континентах. Почему евразийцы стали доминировать над другими народами? Ответ Даймонда заключается в том, что отчасти это было связано с расположением Евразийского континента с востока на запад, благодаря которому были успешно одомашнены ряд животных и освоены растения, которые находились почти на одной широте на востоке и на западе. С другой стороны, одомашнивание животных и освоение растений вдоль оси Север-Юг, как это требовалось в случае американского и африканского континентов ― было намного труднее из-за серьезного различия климатических условий. Кроме того, длительный контакт с домашними животными из сельскохозяйственных популяций позволяет повысить сопротивляемость болезням.
Процесс первого контакта между различными цивилизациями исследуется через описания горцев Папуа-Новой Гвинеи, которых впервые обнаружили полвека назад. Даймонд утверждает, что такие контакты между очень разными группами населения исторически очень часто приводили к исчезновению аборигенного населения, таких как многие индейские племена, тасманийцы и т. д. В истории существует длинный список подобных контактов, закончившихся геноцидом.
Вопрос о том, почему одни цивилизации победили другие, является основной темой более поздней книги Даймонда «Ружья, микробы и сталь» (1997).

### Воздействие на окружающую среду и вымирание (часть пятая)
Здесь аргумент состоит в том, что цивилизации иногда вовлекаются в борьбу за внутреннее превосходство и истощают окружающую среду до такой степени, что они могут никогда не восстановиться. Примеры включают остров Пасхи и руины Петры, которые, по словам Даймонда, стали результатом вырубки лесов, приведшей к опустыниванию.
Вопрос о том, почему одни цивилизации рушатся, а другие выживают, является основной темой книги Даймонда «Коллапс: почему одни общества приходят к процветанию, а другие — к гибели» (2005).

## Награды
Книга «Третий шимпанзе» получила премию Королевского общества за научные книги и премию «Los Angeles Times Book Prize» в 1992 году.

## Издание в России
Книга была переведена на русский язык и вышла в свет в издательстве «АСТ» в 2013 году. ISBN 978-5-17-074400-8.